# Place de la Haute-Vieille-Tour
La place de la Haute-Vieille-Tour est une voie de la commune française de Rouen.

## Situation et accès
Cette place est située dans le centre historique, au sud de la cathédrale.
Rues adjacentes
- Place du Gaillardbois
- Rue de l'Épicerie
- Rue Saint-Denis
- Rue de la République
- Place de la Basse-Vieille-Tour

Stationnement
Le parking « Cathédrale - Office du Tourisme », qui se développe sur la place et en souterrain est constitué de 420 stationnements payants.

## Origine du nom
Richard Ier de Normandie fait construire un palais ducal connu sous le nom de Tour de Rouen. Ruiné par un incendie en 1200, Philippe Auguste fait araser en 1204 les restes du palais ducal.

## Historique
Construites sous le règne du roi de France Louis IX vers 1259 à l'emplacement du château des ducs de Normandie, les halles étaient constituées de la halle aux Toiles, de la halle aux Grains et de la halle aux Draps. Elles s'animaient principalement le vendredi, jour de marché. Un marché est attesté dès 1262. Les autres jours, les artisans de la ville et des villages alentour y louaient des emplacements. Les Anglais installèrent dans ces halles une fabrique de canons et de bombardes de 1422 à 1426. Les halles sont ouvertes jusqu'en 1493.
En grande ruine en 1471 suivant un acte de tabellionage, il faut attendre 1540 pour démolir la halle aux Toiles et lancer sa reconstruction. La halle aux Drapiers, réédifiée en 1542, est remplacée par une grande halle en 1621 de l'architecte rouennais Pierre Hardouin.
En 1542 est construite la fierte Saint-Romain, en remplacement d'un précédent monument qui menaçait ruine. Cet édicule permettait de lever la châsse de saint Romain le jour de l'Ascension et donnait lieu au privilège de Saint-Romain. Un passage est ménagé sous la fierte et la halle aux Toiles qui communiquait avec la place de la Basse-Vieille-Tour. Au centre de la place se trouvait une fontaine en forme de pyramide triangulaire, surmontée d'une statue d'Alexandre le Grand. Alimentée par la source de Gaalor, elle commence à couler en 1602.
Une halle pour la vente à la criée de la viande est construite en 1856.
L'école des beaux-arts de Rouen s'y installe jusqu'en 1940.
Une bourse du travail, due à l'architecte Louis-René Trintzius, y est édifiée en 1903. La façade est décorée par des fresques de Paul Baudoüin et des sculptures d'Alphonse Guilloux.
La place est dévastée par un incendie en juin 1940 lors de l'arrivée de l'armée allemande dans Rouen.
Les halles sont classées au titre des monuments historiques en 1941.
La Reconstruction a conservé dans le tracé de ses rues et des perspectives le lien entre la place et la cathédrale, mis en peinture par Camille Pissarro en 1898 dans son tableau Rouen, la rue de l'Epicerie et place de la vieille Tour.
De ce qui fut autrefois le plus grand marché de France, ne subsiste de nos jours que la halle aux Toiles, à laquelle est adossée la chapelle de la fierte Saint-Romain.

## Bâtiments remarquables et lieux de mémoire
- La fierte Saint-Romain, classée (1848)[7]
- La halle aux Toiles, classée (1941)[8]